# Annie Last
Annie Last (ur. 7 września 1990 w Nottingham) – brytyjska kolarka górska i przełajowa, trzykrotna wicemistrzyni świata oraz wicemistrzyni Europy.

## Kariera
Pierwszy sukces w karierze Annie Last osiągnęła w 2010 roku, kiedy zdobyła srebrny medal w kategorii U-23 podczas mistrzostw świata MTB w Mont-Sainte-Anne. Wynik ten powtórzyła na rozgrywanych rok później mistrzostwach świata w Champéry oraz mistrzostwach Europy w Dohňanach. W 2012 roku po raz pierwszy stanęła na podium zawodów Pucharu Świata MTB – 29 lipca w Val d’Isère zajęła trzecie miejsce. Lepsze okazały się tylko Gunn-Rita Dahle Flesjå z Norwegii oraz Francuzka Julie Bresset. W 2012 roku Brytyjka wystąpiła również na igrzyskach olimpijskich w Londynie, gdzie rywalizację ukończyła na ósmej pozycji. Last startuje także w wyścigach przełajowych, była między innymi jedenasta na mistrzostwach świata w Taborze w 2010 roku.